# Arcyophora nudipes
Arcyophora nudipes är en fjärilsart som beskrevs av Hans Daniel Johan Wallengren 1856. Arcyophora nudipes ingår i släktet Arcyophora och familjen trågspinnare. Inga underarter finns listade i Catalogue of Life.